# Roodbruine heiderouwzwever
De roodbruine heiderouwzwever (Exoprosopa capucina) is een vliegensoort uit de familie van de wolzwevers (Bombyliidae). De wetenschappelijke naam werd gepubliceerd in 1781 door Fabricius.

## Leefwijze
De soort leeft op heideterreinen. De vrouwtjes zoeken naar nestgaten van Ammophila pubescens om daar een ei in te schieten. Een animatie van dit gedrag, 10 maal vertraagd, wordt hier gegeven. In de animatie is nog een tweede heiderouwzwever als belangstellende aanwezig. 
 Soms wordt een ei niet in een nestingang geschoten, maar in een andere donkere ruimte. In de volgende animatie (10 keer vertraagd) wordt een ei in de donkere ruimte onder een schoen geschoten. 
Voordat een ei weggeslingerd kan worden neemt het vrouwtje eerst zand op in een structuur aan de achterlijfspunt. Dit is te zien in de volgende animatie (10 keer vertraagd) 
.